# Поверхностная структура
Поверхностная структура (в теории трансформационных порождающих грамматик) — один из способов описания синтаксического устройства предложения.
Поверхностная структура, являющаяся представлением предложения на уровне поверхностного синтаксиса, противопоставляется глубинной структуре, как представлению на уровне глубинного синтаксиса. Поверхностная структура получается из глубинной структуры в результате применения особых формальных правил — трансформаций.
Формальный способ записи поверхностной структуры и глубинной структуры — дерево непосредственных составляющих, однако в то время как глубинная структура приближена к описанию смысла предложения, поверхностная структура лучше отражает лексический состав, синтаксические связи и линейный порядок лексем конкретного предложения в его фонетико-фонологическом или орфографическом воплощении. Поэтому иногда термином поверхностная структура называют также и само конкретное предложение, соответствующее данной структуре.